# Zapora Indirasagar
Zapora Indirasagar – zapora i elektrownia wodna na rzece Narmada, zlokalizowana w stanie Madhya Pradesh (dystrykt Khwandwa), w Indiach. Stanowi jeden z kilkunastu obiektów inżynierii wodnej zrealizowanych na rzece Narmada powstałych w ramach Narmada, Sardar Sarovar Project (SSP). Kamień węgielny pod budowę zapory położony został przez indyjską premier Indirę Gandhi 23 października 1984 roku.
Właściwe prace nad budową zapory rozpoczęte zostały w 1992 roku. Oddanie do użytku zapory, oraz funkcjonującej w jej ramach elektrowni wodnej, nastąpiło 31 marca 2005 roku. Całkowita długość zapory wynosi 653 metry, zaś jej wysokość 92 metry. Utworzony w następstwie spiętrzenia zapory sztuczny rezerwuar wodny cechuje się największą pojemnością spośród wszystkich tego typu zbiorników powstałych w Indiach (12 200 000 000 m³).
Całkowita moc ośmiu funkcjonujących w ramach elektrowni wodnej turbin wynosi 1000 MW (8 × 125 MW). 
Konsekwencją powstania zapory stało się zatopienie obszaru 263 dotychczasowych wsi i przesiedlenie około 200 tysięcy osób.